# Centro cultural La Corrala
El centro cultural La Corrala, sede del Museo de Artes y Tradiciones Populares, está instalado desde 2012 en una corrala de la calle Carlos Arniches, números 3 y 5, junto al Rastro de Madrid, en la capital española. Como proyecto original de la Universidad Autónoma de Madrid sus objetivos son fomentar la creatividad y la capacidad de innovación científica de dicha institución universitaria a todo Madrid. Está dirigido por el colectivo La Corrala con una larga tradición de gestión cultural en Madrid, que ya antes dirigió instalaciones como la Sala Cadarso y reabrió la sala Olimpia como espacio teatral en septiembre de 1979.

## Horarios
Abierto: lunes a viernes de 10:00h a 20:00h, sábados de 10:00h a 14:00h 
Cerrado: domingos y festivos, y mes de agosto.

## Servicios
Planteado como taller ciudadano de convivencia social y cultural, el Centro incluye entre sus servicios la programación de cursos, entre los que pueden mencionarse: presentaciones de libros, talleres infantiles, monografías mensuales sobre una de las piezas etnográficas del Museo, promoción anual del Premio Unamuno otorgado a una persona o entidad por sus tareas en favor del "pluralismo religioso en general, y de normalidad del protestantismo en especial". También se montan ciclos de exposiciones sobre temas sugerentes como El ciclo festivo del año o El laberinto como imagen arquetípica del viaje humano. Entre sus instalaciones dispone de un salón de actos, una sala multiusos y tres salas de seminario, además de la sala de exposiciones temporales. Entrada al museo gratuita, grupos menores de 7 personas sin reserva previa, y grupos de 8 a 20 personas, visitas con cita previa en el correo electrónico o a través del teléfono 

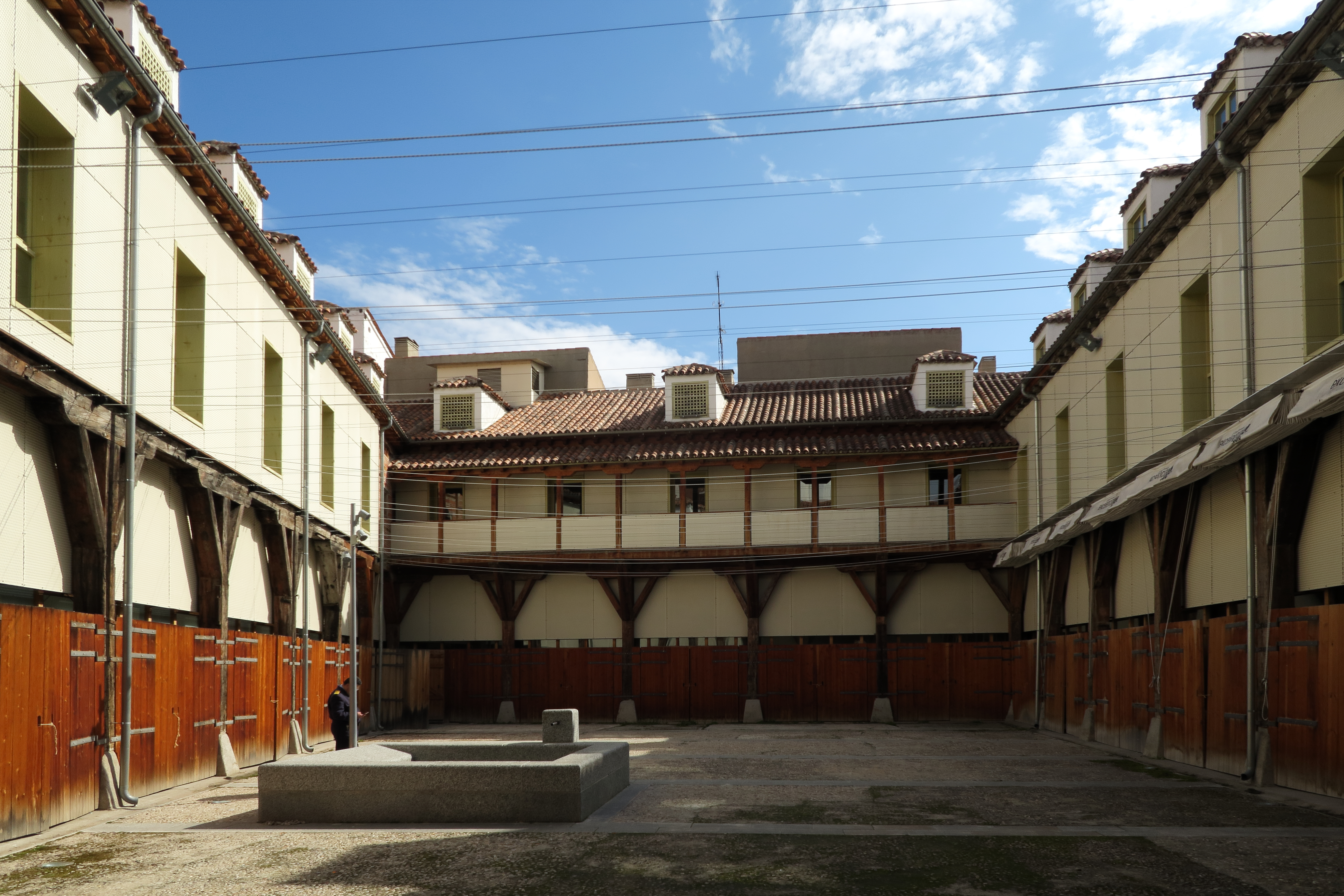
Centro Cultural La Corrala, patio

## El edificio
El Centro ocupa una antigua corrala madrileña conocida como El Corralón (en el Cerrillo del Rastro), levantada hacia 1860 y que originalmente pudo funcionar como galería comercial y parada de carros en la planta baja, además de las viviendas y posadas de su primera planta y las buhardillas. Desde su construcción hacia 1860 y hasta la década de 1990, el edificio que alberga el centro estuvo habitado a pesar de su lamentable estado de conservación. La acción conjunta del Ayuntamiento de Madrid y la Asociación "La Corrala" evitaron su demolición y el inmueble fue rehabilitado, siguiendo un proyecto del arquitecto Jaime Lorenzo, que respetando el conjunto creó también "un sótano a través del micropivotaje de los antiguos pilares de madera en torno al patio central", comunes a las construcciones de este tipo con planta en forma de 'O'. Las obras concluyeron en 2008, aunque el Centro no se abrió al público hasta 2012.
La restauración incluyó la reconstrucción de la primitiva fuente-abrevadero que había en un lado del patio; trasladada al centro, su fondo acristalado permite iluminar el sótano abovedado.

## El Museo

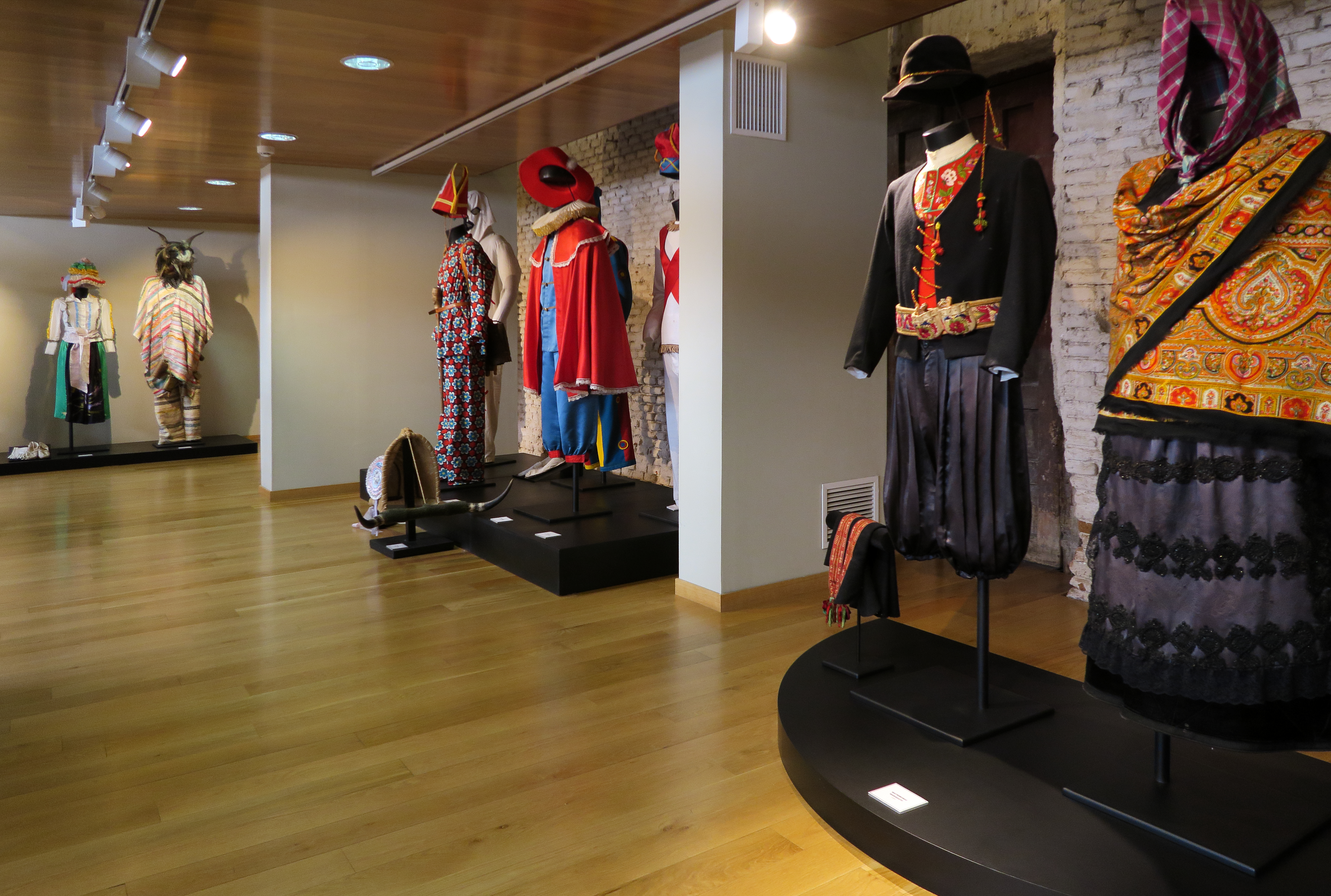
Sala con trajes populares

El Museo de Artes y Tradiciones Populares, considerado el legado patrimonial más importante de la etnóloga e historiadora Guadalupe González-Hontoria, fue inaugurado en 1975 en la Facultad de Filosofía y Letras de la Universidad Autónoma de Madrid, con cerca de tres mil piezas donadas por su fundadora (tesoro que posteriormente llegaría a doblarse con nuevas donaciones). En 2011, el Museo se trasladó a los espacios coordinados por el Centro Cultural La Corrala. La colección del Museo reúne más de 8.000 piezas de toda España (desde instrumentos musicales y artesanía hasta vestidos o aperos de labranza) de evidente valor etnográfico y antropológico.
En su biblioteca de fondo especializado puede consultarse además la colección completa de al revista de etnografía Narria, fundada en 1975 y dedicada a la recopilación y promoción de estudios de artes y costumbres populares, dirigida hasta 2008 por Guadalupe González-Hontoria.